# William Braikenridge
William Braikenridge   (Escòcia, c. 1700 - Londres, 30 de juliol de 1762) o Brakenridge fou un matemàtic i pastor anglicà del segle xviii.

## Vida i Obra
Poc es coneix de la infància i joventut de Braikenridge. Va estudiar probablement a Edimburg i va ingressar a la universitat d'Oxford, on es va graduar el 1740-1; era fill de John Braikenridge de Glasgow.
Sabem que durant molts anys va ser rector de l'església de Saint Michael Bassishaw de Londres i que el 1752 va ser nomenat fellow de la Royal Society.
La seva fama rau en la publicació del llibre Exercitatio geometrica de descriptione linearum curvarum (Londres, 1733), en el que es demostra el teorema de Braikenridge-Maclaurin, tot i que després va haver-hi una discussió sobre la precedència amb Colin Maclaurin.
També va publicar diverses memòries als Philosophical Transactions, les més remarcables de les quals poden ser els estudis de població.
En morir el 1762, va ser enterrat a l'església de la qual havia estat rector, però el 1897, abans de ser enderrocada, les seves despulles van ser traslladades al cementiri Great Northern.